# Залізниця Париж — Лілль
Залізниця Париж — Лілль — залізнична лінія завдовжки 251 км, що сполучає столицю Франції Париж із містом Лілль на півночі країни. 
Відгалуження забезпечують сполучення з Бельгією та Великою Британією. 
Відкрита 20 червня 1846 року, це була одна з перших залізничних ліній у Франції. 

Відкриття паралельної високошвидкісної лінії LGV Nord в 1993 році зменшило її значення для міжміських пасажирських перевезень.

## Маршрут
Залізниця Париж — Лілль починається від Північного вокзалу в Парижі та прямує на північ 6 км до Сен-Дені. 
Звідси вона піднімається в північно-східному напрямку з постійним нахилом 5 мм/км. 
Біля Марлі-ла-Віль вона повертає на північ, а потім на північний захід і спускається до річки Уаза. 
У Креї залізниця перетинає Уазу. 
Лінія на Сен-Кантен і Брюссель відгалужується в Креї.
Лінія виходить з долини Уази і продовжується на північ до річки Сомма в Лонго біля Ам'єна. 
Тут на захід відгалужується залізниця Лонго — Булонь до станції Ам'єн і Булонь-сюр-Мер, а на схід — лінія до Лана. 
Лінія до Лілля продовжується в північно-східному напрямку, прямуючі долиною Сомми до Корбі, а потім долиною річки Анкр до Міромона , де лінія повертає на північ до Арраса .
Від Арраса залізниця прямує долиною річки Скарп у східному напрямку до Дуе, де повертає на північний захід. 
Після Острикур знову повертає на північ, входячи в агломерацію Лілль, а саме до кінцевої станції Лілль-Фландрія.

## Провідні станції
Провідні станції на залізниці Париж–Лілль:
- Париж-Північний
- Крей
- Лонго
- Аррас
- Дуе
- Лілль-Фландрія

## Історія
Ідея сполучення Франції з Бельгією та Великою Британією була розглянута французьким урядом ще в 1833 році. 

До листопада 1842 року північні французькі міста Лілль і Валансьєн вже були підключені до бельгійської залізничної мережі. 

У липні 1844 року було прийнято закон, який визначав маршрут нової залізниці від Парижа до Лілля. 
Експлуатація лінії від Парижа до Лілля та кількох відгалужень була надана Compagnie des chemins de fer du Nord. 
Власниками CF du Nord були Хоттінгер, Лаффіт, Блаунт і барон де Ротшильд як президент. 
Залізнична лінія, а також Паризький вокзал були урочисто відкриті в червні 1846 року.

Спочатку лінія проходила через долину Уази, уздовж Сент-Уан-л'Омон і Персан. Таким чином можна було уникнути крутого підйому та спуску між Сен-Дені та Крей. 
Поява потужніших двигунів спонукала CF du Nord побудувати на 19 км коротшу лінію між Сен-Дені та Крей над плато, що проходить уздовж Шантії. 
Ця нова ланка була відкрита 10 травня 1859 року. 

З моменту відкриття високошвидкісної лінії LGV Nord між Парижем і Ліллем у 1993 році більшість пасажирських перевезень на великі відстані перемістилися з класичної лінії Париж — Лілль. 
Вона залишається важливою залізницею для вантажних і регіональних пасажирських перевезень.

## Послуги
Залізницю Париж — Лілль використовують такі пасажирські служби:
- TGV, Thalys і Eurostar на дистанції між Парижем і Вільєр-ле-Бель — Гонесс, а також на коротких дистанціях поблизу Арраса і Лілля;
- TGV додатково на дистанції між Аррасом і Ліллем;
- Intercités[en] від Парижа до Булоні на дистанції між Парижем і Лонге, і Intercités від Парижа до Камбре і Мобеж на дистанції між Парижем і Креєм;
- TER Hauts-de-France[en] регіональні послуги по всій лінії;
- Регіональні послуги Transilien на дистанції між Парижем і Сен-Дені;
- RER D швидкісний транзит на дистанції між Парижем і Креєм.